# Jan Fievez
Jan Fievez (Brussel, 30 november 1910 - Drogenbos, 18 maart 1997) was een Belgisch voetballer die speelde als aanvaller of aanvallende middenvelder. Hij voetbalde in de Eerste klasse bij White Star AC en speelde 9 interlandwedstrijden met het Belgisch voetbalelftal.

## Loopbaan
Fievez was aangesloten bij toenmalig Tweedeklasser RCS La Forestoise en debuteerde er in de eerste helft van de jaren 30 in het eerste elftal. In 1936 trok hij naar White Star AC dat het jaar voordien gepromoveerd was naar de Eerste klasse en verwierf er als aanvaller en later als aanvallende middenvelder een vaste plaats in de ploeg. Hij speelde er jarenlang samen met Arsène Vaillant. Fievez bleef er voetballen tot in 1943 en zette toen een punt achter zijn spelersloopbaan op het hoogste niveau. In totaal speelde Fievez 101 wedstrijden in de Eerste klasse en scoorde hierbij 29 doelpunten en in tweede afdeling 207 wedstrijden en 106 doelpunten. Hij besloot zijn spelerscarrière in 1947 bij AEC Mons dat actief was in de Derde klasse.Omdat de voetbalbond telkens namen zat te verfransen weten we niet of hij wel werkelijk Jean genoemd werd.
Tussen 1936 en 1939 speelde Fievez negen wedstrijden in het Belgisch voetbalelftal, waarvan de eerste drie als speler van toenmalig Tweedeklasser La Forestoise. Hij scoorde vier doelpunten voor de nationale ploeg. Hij maakte deel uit van de voorselectie voor het Wereldkampioenschap voetbal 1938 in Frankrijk maar speelde er geen wedstrijden.